# Гидроортофосфат рубидия
Гидроортофосфат рубидия — неорганическое соединение, кислая соль щелочного металла рубидия и ортофосфорной кислоты с формулой Rb2HPO4, бесцветные кристаллы, хорошо растворимые в воде, образует кристаллогидрат.

## Получение
- Нейтрализация разбавленной ортофосфорной кислоты разбавленным раствором гидроксида или карбоната рубидия до нейтральной реакции раствора:

{\displaystyle {\mathsf {H_{3}PO_{4}+2RbOH\ {\xrightarrow {}}\ Rb_{2}HPO_{4}+2H_{2}O}}}
{\displaystyle {\mathsf {H_{3}PO_{4}+Rb_{2}CO_{3}\ {\xrightarrow {}}\ Rb_{2}HPO_{4}+CO_{2}\uparrow +2H_{2}O}}}
- Реакция дигидрофосфата рубидия с разбавленным раствором гидроксида рубидия:

{\displaystyle {\mathsf {RbH_{2}PO_{4}+RbOH\ {\xrightarrow {}}\ Rb_{2}HPO_{4}+H_{2}O}}}

## Физические свойства
Гидроортофосфат рубидия образует бесцветные кристаллы.
Хорошо растворимы в воде, плохо в этаноле.
Образует кристаллогидрат Rb2HPO4•H2O.

## Химические свойства
- При нагревании образует пирофосфат рубидия:

{\displaystyle {\mathsf {2Rb_{2}HPO_{4}\ {\xrightarrow {T}}\ Rb_{4}P_{2}O_{7}+H_{2}O}}}
- С фосфорной кислотой образует дигидроортофосфат рубидия:

{\displaystyle {\mathsf {Rb_{2}HPO_{4}+H_{3}PO_{4}\ {\xrightarrow {}}\ 2RbH_{2}PO_{4}}}}
- Реагирует с щелочами:

{\displaystyle {\mathsf {Rb_{2}HPO_{4}+RbOH\ {\xrightarrow {}}\ Rb_{3}PO_{4}+H_{2}O}}}
- Вступает в обменные реакции:

{\displaystyle {\mathsf {4Rb_{2}HPO_{4}+3CaCl_{2}\ {\xrightarrow {}}\ Ca_{3}(PO_{4})_{2}\downarrow +6RbCl+2RbH_{2}PO_{4}}}}
{\displaystyle {\mathsf {Rb_{2}HPO_{4}+CaCl_{2}\ {\xrightarrow {}}\ CaHPO_{4}\downarrow +2RbCl}}}
{\displaystyle {\mathsf {2Rb_{2}HPO_{4}+3AgNO_{3}\ {\xrightarrow {}}\ Ag_{3}PO_{4}\downarrow +3RbNO_{3}+RbH_{2}PO_{4}}}}